# Staatswappen der Deutschen Demokratischen Republik

Staatswappen der DDR
(26. September 1955 – 2. Oktober 1990)

Das Staatswappen der DDR besteht aus einem gelben/goldenen Ährenkranz, in dem sich ein Hammer und ein Zirkel in gelber Farbe befinden. Der Ährenkranz ist im unteren Teil mit einem schwarz-rot-goldenen Band umschlungen. Es handelt sich dabei um fünf Schleifen, die symbolisch für die fünf Länder stehen. Der Hammer symbolisiert die Arbeiterklasse, der Ährenkranz die Klasse der Bauern und der Zirkel die soziale Schicht der Intelligenz (Akademiker).

## Geschichte
Da in der DDR erwogen wurde, einen Adler, der allerdings nach heraldisch links (Osten) blickt, einzuführen, forderte Carl-Heinz Lüders, damals Referent im Bundesministerium des Innern, im November 1949 eine rasche Entscheidung über ein bundesdeutsches Staatswappen mit der Begründung: „Es empfiehlt sich, in dieser Frage schnell zu handeln, da uns andernfalls die sowjetische Ostrepublik möglicherweise zuvorkommt.“

Emblem der DDR
(12. Januar 1950 – 28. Mai 1953)

Emblem der DDR
(28. Mai 1953 – 26. September 1955)

Der Vorläufer des Staatswappens der DDR war ein Emblem aus dem Jahr 1950. Es bestand nur aus einem Hammer im Ährenkranz, da sich die DDR hauptsächlich als Arbeiter-und-Bauern-Staat verstand, in dem Arbeiter und Bauern im Bündnis mit der Intelligenz und anderen Schichten regieren sollten. Dieser Entwurf stammte von dem Zeichner Fritz Behrendt. Ministerpräsident Otto Grotewohl war der Meinung, dass es „nicht das Wesen der DDR erfasste“.
Durch ein Gesetz vom 26. September 1955 wurde das bis 1990 gültige Wappen, das auf Entwürfen von Heinz Behling, Herbert Gute und Martin Hänisch basiert, als Staatswappen der DDR eingeführt – die Flagge blieb aber auch weiterhin Schwarz-Rot-Gold und damit identisch mit der der Bundesrepublik Deutschland. Erst mit dem Änderungsgesetz vom 1. Oktober 1959 wurde das Staatswappen dann integraler Teil der Staatsflagge der DDR.
Das Staatswappen war gleichzeitig Bestandteil des Wappens der NVA und – umgeben von einem 12-zackigen weißen Gardestern – das der Volkspolizei.
Nach der Wende und friedlichen Revolution von 1989 blieb das Staatswappen offiziell Wappen der DDR, wurde jedoch an herausragenden Stellen nicht mehr gezeigt, so in der Volkskammer. Sie ordnete mit Beschluss vom 31. Mai 1990 die Entfernung des Staatswappens von öffentlichen Gebäuden an. Durch Entscheidung des Staatssekretärs im Ministerium für Abrüstung und Verteidigung der DDR, Werner E. Ablaß, wurde es mit Wirkung ab dem 20. Juli 1990 in der NVA auch von den Dienstmützen entfernt und durch Kokarden, die denen der Bundeswehr ähnlich waren, ersetzt.

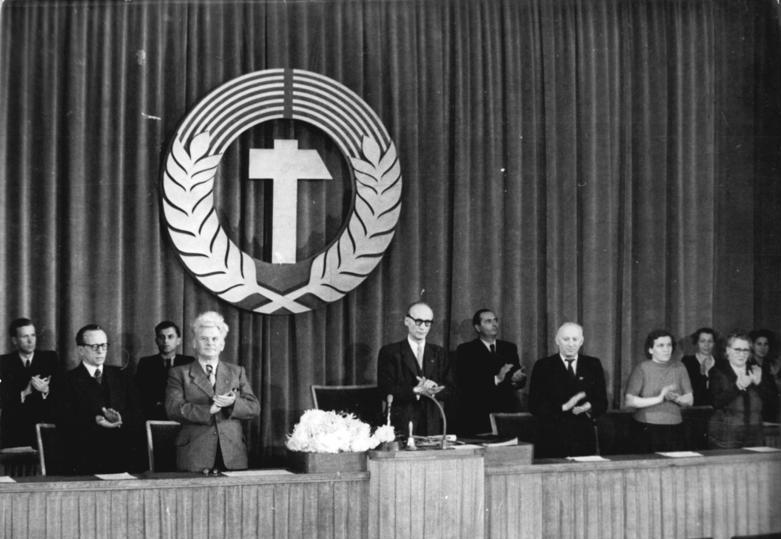
Altes Wappen bei einer Volkskammersitzung, 1950
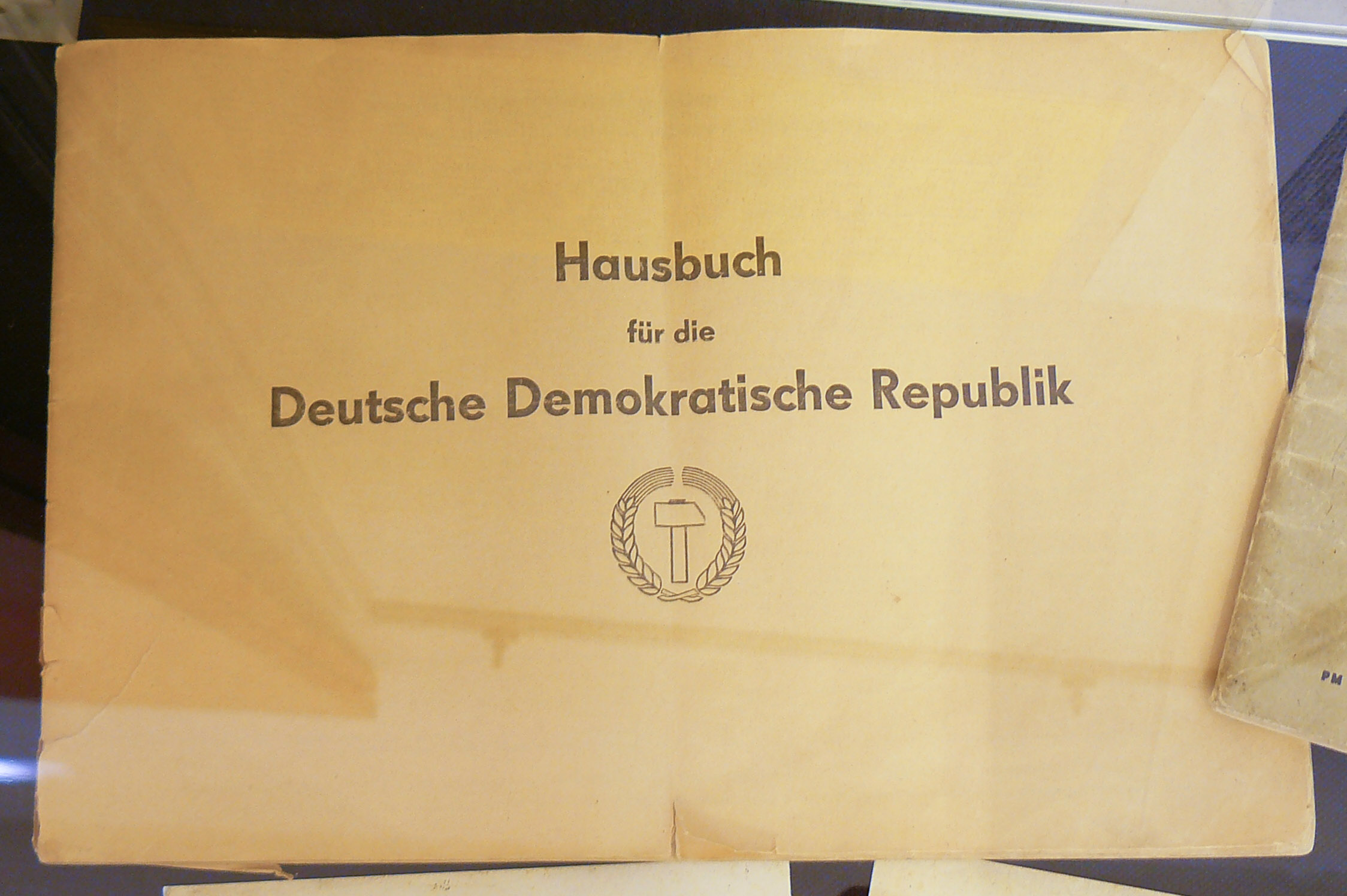
Altes Wappen auf einem Hausbuch
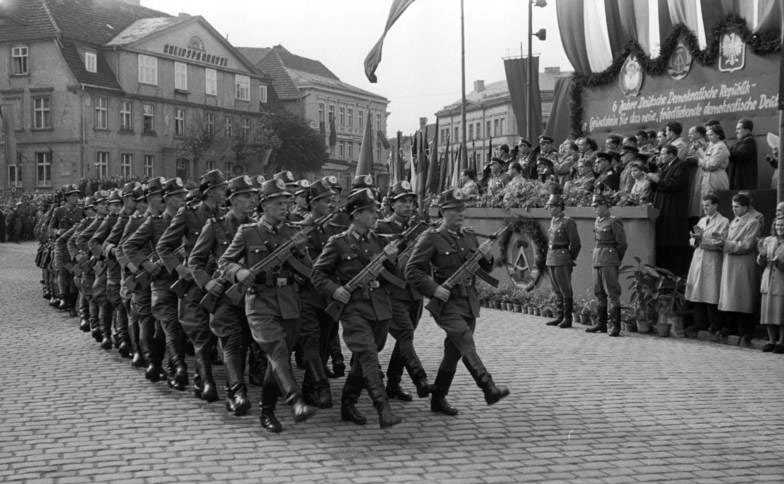
Neues Wappen bei einer Parade der Deutschen Volkspolizei am 7. Oktober 1955
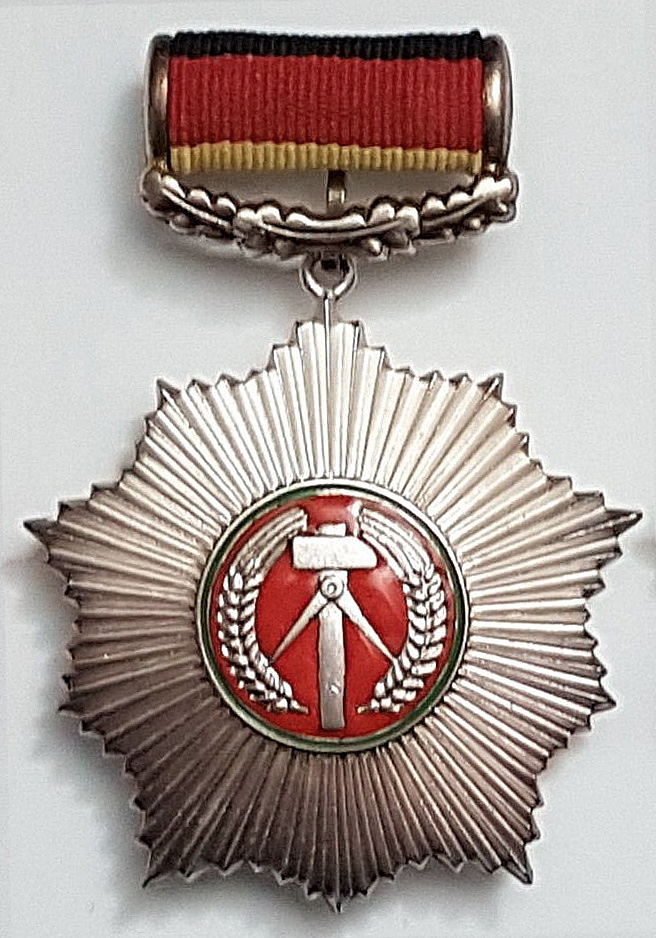
Vaterländischer Verdienstorden mit Staatswappen als Medaillon
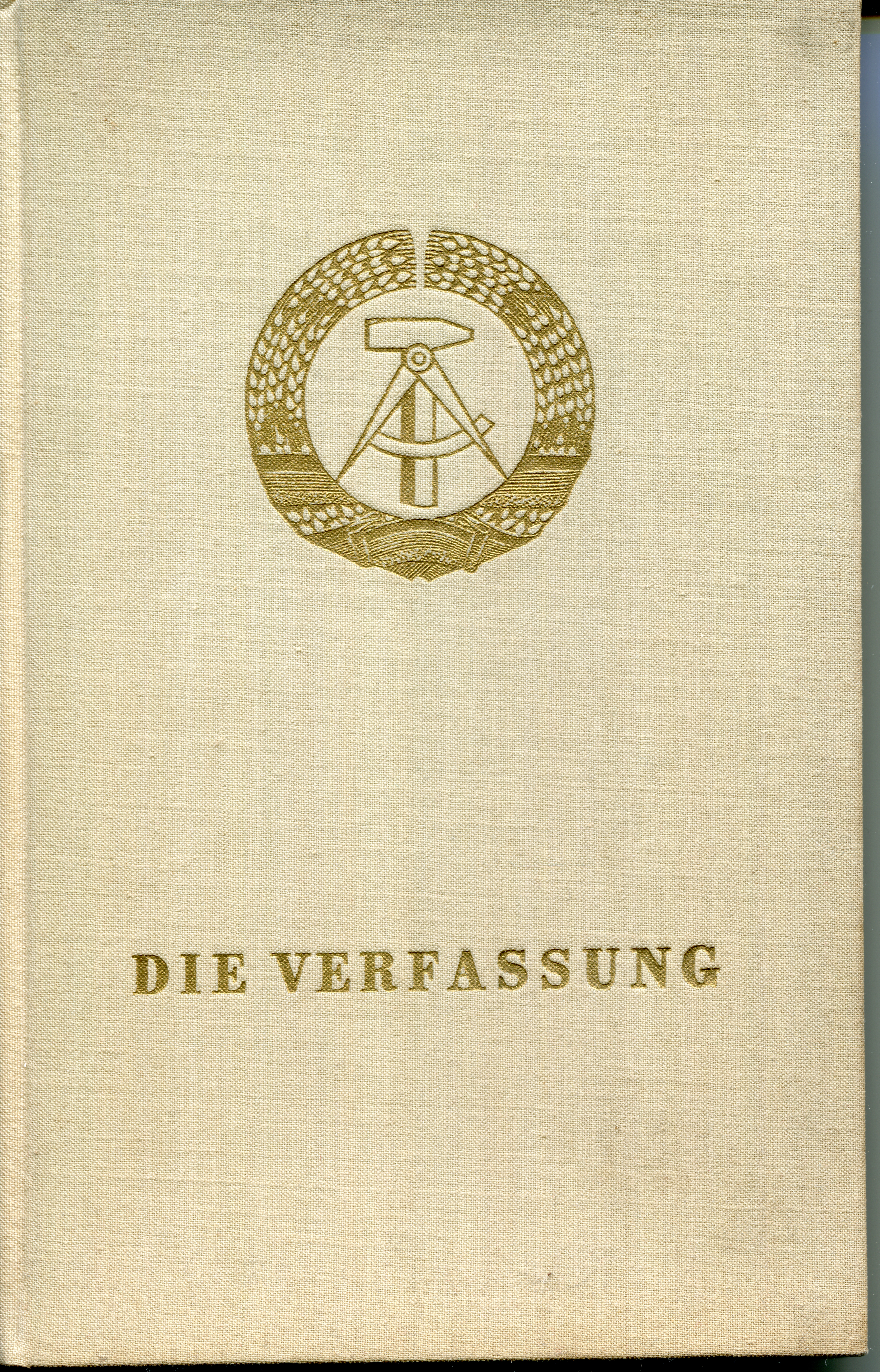
Staatswappen auf dem Buch der Verfassung

## Eintragung beim Deutschen Patent- und Markenamt
Im Jahr 2004 wurde versucht, dieses Symbol und andere DDR-Zeichen (wie das der FDJ, der SED und des MfS) markenrechtlich schützen zu lassen. Die Eintragung beim Deutschen Patent- und Markenamt wurde im Sommer 2008 gelöscht, nachdem das Patentgericht entschieden hatte, dass die Verwendung des Staatswappens der DDR als Marke sittenwidrig sei.

## Verbote und Verbotsdebatten
Nachdem die DDR das Staatswappen 1959 zum Teil ihrer Staatsflagge gemacht hatte, wurde diese in der Bundesrepublik Deutschland und in West-Berlin verboten. Gemäß einer Vereinbarung zwischen Bund und Ländern vom 4. November 1959 war die Polizei verpflichtet, die DDR-Fahne im öffentlichen Raum – zum Beispiel bei Sportwettkämpfen – zu entfernen. Am 4. Februar 1970 beschloss die Innenministerkonferenz, die Vereinbarung wieder abzuschaffen.
Nach der Wiedervereinigung gab es mehrfach Forderungen nach einem erneuten Verbot des Wappens im Sinne des § 86a StGb, so etwa vom Leiter der Gedenkstätte Berlin-Hohenschönhausen, Hubertus Knabe. Der DDR-Bürgerrechtler Friedrich Schorlemmer bezeichnete derartige Bestrebungen hingegen als „politische Paranoia“. Als im Mai 2013 Mitglieder eines „Traditionsverbandes Nationale Volksarmee“ in Uniformen an einer Gedenkveranstaltung in Berlin teilnahmen, kündigte der Vorsitzende der Bundestagsfraktion von CDU/CSU, Volker Kauder, an, den Vorfall zum Anlass zu nehmen, über ein strafrechtliches Verbot von Symbolen des SED-Staats nachzudenken.